# Llorenç Garcías i Font
Llorenç Garcías i Font (* 16. Oktober 1885 in Artà, Mallorca; † 1975) war ein spanischer Botaniker und Apotheker. Sein botanisches Autorenkürzel lautet „Garcías Font“.

## Leben
Er wurde als Sohn einer wohlhabenden Familie im Nordosten der spanischen Mittelmeerinsel Mallorca geboren. Ein Studium an der Universität Barcelona schloss er im Jahr 1906 als Pharmazeut ab. In Barcelona wurde er Mitglied in der Stiftung der katalanischen Institution für Naturgeschichte. Er kehrte dann in seinen Geburtsort zurück und war dort als Apotheker tätig. Bekannt war er unter dem Namen Apotheker Pujamunt. Er arbeitete über 70 Jahre hinweg an einer Studie zur Natur und insbesondere zur Botanik Mallorcas. Llorenç Garcías i Font gehörte zu den Mitbegründern der Gesellschaft für Naturgeschichte der Balearen, in deren Zeitung er Artikel in Katalanischer Sprache verfasste. Weitere Veröffentlichungen erfolgten im Amtsblatt der katalanischen Institution für Naturgeschichte. Im Laufe seiner wissenschaftlichen Arbeit trug er ein 1100 Pflanzen umfassendes Herbarium zusammen. Einer von ihm neu beschriebenen Pflanzenart gab er den Namen Romulea assumptionis (sie wird von manchen Autoren als Unterart von Romulea columnae betrachtet).
Er engagierte sich auch für die mallorquinische Sprache und Kultur und gehörte zu den Mitarbeitern der 14-täglich erscheinenden Zeitschrift Llevant und war ein Förderer des Regionalmuseums von Artà. In das Museum wurde auch die von Llorenç Garcías i Font zusammengetragene ornithologische Sammlung mit 257 Vogelexemplaren aus 118 verschiedenen Arten einbezogen.

## Ehrungen
Noch vor seinem Tode ernannte ihn die Stiftung der katalanischen Institution für Naturgeschichte zu ihrem Ehrenmitglied. In den 1980er Jahren wurde das Gymnasium von Artà nach ihm benannt.